# Рустамов Тимур Рашидович
Тиму́р Раши́дович Руста́мов (нар. 8 березня 1989, Славутич, Київська область, УРСР) — український футболіст, захисник.

## Життєпис
У чемпіонаті України (ДЮФЛ) грав за команди «Славутич» (Славутич), «Юність» та «Десна» (Чернігів), де загалом провів 53 матча і відзначився 19 голами. На професіональному рівні дебютував у сезоні 2005/06 у матчі чернігівської «Десни» та бережанського «Сокола», а по завершенню сезону Тимур став володарем золотих медалей Другої ліги України.
Більшу частину своєї кар'єри гравця провів у різних клубах першої та другої ліг українського футболу. Зокрема, в таких клубах як «Десна» (Чернігів), «Скала» (Стрий), «Нива» (Тернопіль) та «Оболонь-Бровар» (Київ). З останньою ставав срібним призером Другої ліги України.
Узимку 2016 року перебрався до чернівецької «Буковини». 1 грудня 2016 року припинив співпрацю з чернівецькою командою. Наприкінці лютого 2017 року підписав контракт з клубом «Оболонь-Бровар» (Київ), проте вже у червні того ж року залишив команду.

## Досягнення
- Переможець Другої ліги України (1): 2005/06
- Срібний призер Другої ліги України (1): 2014/15

## Статистика
Станом на 18 жовтня 2018 року
| Турніри            | Матчі | Кількість забитих м'ячів |
| ------------------ | ----- | ------------------------ |
| Перша ліга України | 77    | 3                        |
| Кубок України      | 8     | 0                        |
| Друга ліга України | 112   | 10                       |
| Всього за кар'єру  | 197   | 13                       |